# Barinas (Abanilla)
Barinas es una pedanía del municipio de Abanilla, situado en la Comarca Oriental de la Región de Murcia, España. 

## Geografía física

### Ubicación
En el límite con la Comunidad Valenciana (linda con la provincia de Alicante) y que dista 54 kilómetros de Murcia.
La pedanía está situado a 379 metros de altitud sobre el nivel del mar.

## Geografía humana

### Demografía
En 2007 la población alcanzó los 986 habitantes (502 varones y 484 mujeres) y en 2008 su población era de 978 habitantes (500 varones y 478 mujeres).

### Economía

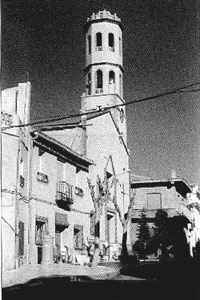
Iglesia de Barinas en la antigüedad.

Situada en la Comarca Oriental, la menos desarrollada de la Región de Murcia.
- Economía fundamentalmente agrícola de secano, en declive.
- Algunas canteras en las montañas, con abundantes camiones con remolque (conocidos como "bañeras") que transitan por las carreteras.
- Pequeños comercios, como panaderías, bares, etc. Los precios suelen ser más altos que en otros lugares con mayor competencia. Suele ser habitual acudir a otras poblaciones para adquirir productos o la compra por Internet.
- Turismo rural. Barinas tiene escalada y senderismo por la Sierra de Barinas (854 metros), visita a los desecados acuíferos del Río Zurca y rutas en bicicleta de montaña.

## Transporte

### Por carretera
- RM-422:
  - A Fortuna y Abanilla (a esta última mediante enlace con RM-412).
  - A Yecla y Pinoso.
- RM-410 hacia Macisvenda, que continúa en la provincia de Alicante (Barbarroja), como CV-845.

No cuenta actualmente con desvío, por lo que los vehículos pesados pasan por el centro urbano.

### Autobús
Presta servicio la siguiente línea interurbana:
| Línea   | Recorrido                  | Operador |
| ------- | -------------------------- | -------- |
| MUR-068 | Murcia - Fortuna - Barinas | Interbus |

## Naturaleza

### Sierra de Barinas

#### La Fuente Seca
El paraje conocido con el nombre de la “Fuente Seca” se halla situado en la falda meridional de la “Sierra de Barinas”, a unos 1000 m de la población de Barinas.
Además del gran valor paisajístico, esta zona posee un entorno natural de una belleza singular creada por espartizal y manchas boscosas de pino carrasco. Conserva especies vegetales únicas y es rica en fauna cinegética, además de rapaces como el búho real y el águila culebrera. El espartizal actúa como una esponja, absorbiendo las humedades que producen el rocío, las escarchas y las escasas lluvias que caen sobre la zona, al tiempo que evita la erosión del suelo y proporciona la humedad necesaria a las especies vegetales que en él viven. Es por esto por lo que el esparto se convierte en protagonista de este microclima extremadamente delicado, cuya regeneración sería muy costosa y de una lentitud extrema.
Río Zurca
Se trata de un afluente del Río Chicamo, que discurre muy cercano al núcleo urbano de Barinas y que ofrece la posibilidad de realizar rutas de senderismo en las que disfrutar del paisaje barinero. También es conocido como Rambla del Zurca. En la actualidad, el cauce aparece seco, solo quedan algunos charcos en los huecos de las piedras esculpidas, y tierra húmeda y removida por los jabalíes en el fondo de pequeños saltos.
Según Eugenio Marcos, ingeniero de profesión, el nacimiento del Zurca, al que se llamaba el 'salao', llegaron a manar tantos litros que, a unos pocos centenares de metros de su desembocadura en el Chícamo, en el siglo XVIII un azud en Mahoya recogía sus aguas y las encauzaba por acequias y túneles subterráneos para regar tierras de la margen izquierda: Santa Ana, Mafraque, El Paul, El Charco «y hasta La Murada, en el linde con Orihuela».

## Cultura

### Tradiciones
Sociológicamente es una zona de gran importancia para las aldeas de Barinas y Macisvenda, por albergar las raíces de sus ancestros.
Desde algunos cientos de años atrás, y hasta no hace más de cincuenta, esta comarca ha estado habitada por una población rural que hacía de los productos de la tierra su medio de subsistencia, de tal forma se lo montaron que consiguieron vivir de forma estable mediante lo que ahora creemos haber inventado y llamamos con el nombre de “desarrollo sostenible”. Esta economía de subsistencia consistía en extraer de la tierra solo lo que esta podía dar, explotándola con animales de tiro y abonos naturales. Adaptaban sus respectivas economías a las posibilidades del entorno, sin excederse en consumos no permitidos.
Cada familia disponía junto a la casa, como bases de su economía, de una zona de chumberas (paleras), de un estercolero, de un corral, de uno, dos y hasta tres aljibes y algunas colmenas.
Las chumberas (paleras) servían de retrete (excusado) a la familia, en ellas realizaban sus necesidades biológicas todos los residentes de la casa; estas plantas grasas crecían y producían sus frutos de forma espectacular aprovechando el alimento que les proporcionaba el excremento humano. Sus frutos, los higos chumbos (de gran valor nutritivo), eran utilizados para los consumos humano y animal; además, la propia chumbera es un buen alimento para los ganados caprino y ovino, que las consumían en las épocas de sequía y de escasez de alimentos frescos. No obstante, en muchas zonas ya no queda una palera sana debido a la enfermedad de la cochinilla del carmín (Dactylapius opuntia).
El estercolero les permitía reciclar todos los desechos humanos no reutilizables como alimento animal y los excrementos de los animales domésticos (de corral y de tiro); los acumulaban durante un año, por lo que eran sometidos a un proceso natural de podrido y fermentación, transformándose de esta forma en el abono natural que utilizaban en sus cultivos.
Mediante la instalación del corral, formado por: gallinas y gallos, pavos, conejos, cabras y ovejas y, en los lugares más alejados, cerdos, transformaban en proteínas los desperdicios reutilizables de la casa, los excedentes de cereales (cuando los había) y los sobrantes de frutas y verduras (estas en pequeñas cantidades debido a la escasez de agua); muy importantes en este sentido eran las algarrobas, los higos de higuera y los higos chumbos (higos de pala). El corral se convertía así en la fábrica familiar de proteínas, que las obtenían en las formas de carne, huevos y leche.
Los aljibes les permitían la autosuficiencia de agua para el uso de la casa y macetas, aprovechando las vertientes más propicias del terreno que les permitieran la recogida de las aguas durante las escasas lluvias. Los años de sequía se suministraban del reducido caño de la Fuente Seca. Transportaban el agua a casa utilizando cuatro cántaros de arcilla blanca sobre las aguaderas, utensilios fabricados con pleita (trenza de esparto) a lomo de burras/os (asnos). La red de aljibes llegó a ser muy importante, de tal manera que durante siglos garantizó el suministro de agua en una zona cuya escasez es notoria.
De las colmenas obtenían la glucosa que necesitaban para sus necesidades perentorias, en forma de miel y jalea real, además de la cera necesaria para la confección de velas con las que se alumbraban, alternando con los candiles, que alimentaban con el aceite de oliva.
Se formaron varias agrupaciones de población, conocidas por los nombres de: La Fuente Seca, La Boquera, Los Pachecos, Los Uliques y Los Corrales; de ellas solo ha sobrevivido Los Corrales, debido a su proximidad a la población de Barinas y su fácil acceso a los servicios.
A mediados de la década de los cincuenta, estas gentes comenzaron su emigración a las poblaciones de Barinas y Macisvenda, por ser las únicas dotadas de los servicios mínimos que exigía la nueva forma de vida y las casas-cuevas comenzaron a quedar abandonadas.
Tiene un destacado medio natural de secano, con una pequeña huerta cercana al casco urbano.
Cuenta con rutas de escalada y senderismo por el río Zurca, actualmente seco, sin caudal ecológico y gravemente deteriorado debido a la proliferación de pozos en Quibas.
También cuenta en sus afueras con un lugar llamado "El Algarrobo", en el que se encuentra una fuente, ahora casi sin agua, con la que se intenta abastecer al que lo necesita y que cuenta con un lavadero tradicional. Hasta allí se dirige anualmente, desde la parroquia, la romería de la Virgen del Rosario.

### Patrimonio histórico artístico
Barinas cuenta con la Iglesia de la patrona Santísima Virgen del Rosario, el Corazón de Jesús situado en la zona más alta de Barinas y el centro cultural.
En 1958 se inauguró el sagrado Corazón de Jesús en el punto más alto de Barinas. En él se colocó una placa con el siguiente texto:
Este monumento al sagrado corazón de Jesucristo fue construido con la ayuda y bendecido con el entusiasmo de toda esta aldea. Barinas, 26 de diciembre de 1958.

### Gastronomía
Algunos platos tradicionales son
- Alcaparras
- Conejo frito: que se suele comer el 20 de septiembre en honor a la virgen.
- Gachamigas, típico plato a base de harina.
- Trigo pelao, que suele comerse el día de Jueves Santo.[4]
- Almojabanas  en San José,  Todos los Santos y Navidad.

También cuenta con tradición la mona.

## Fiestas

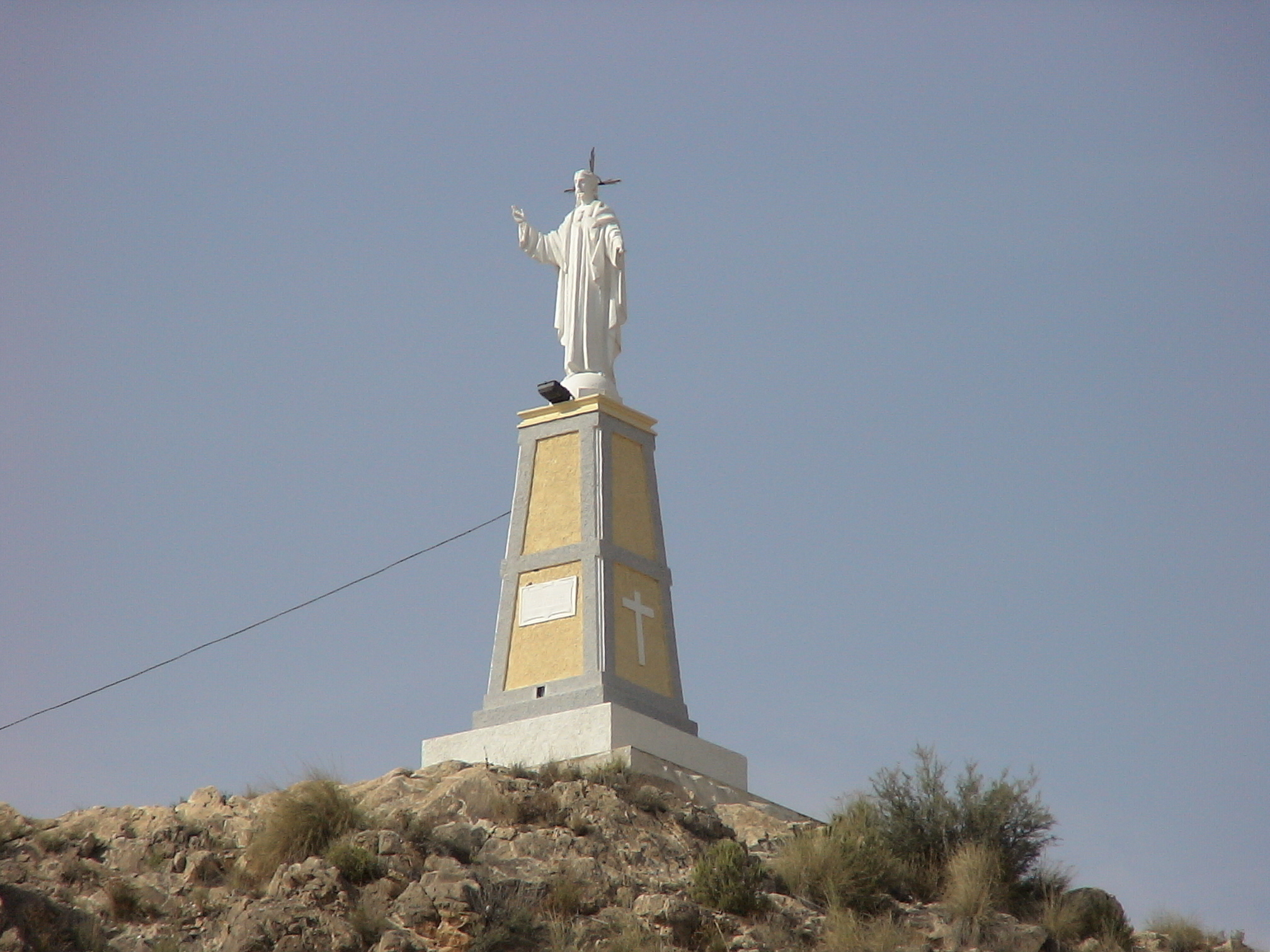
Corazón de Jesús desde la lejanía

- En septiembre, del 17 al 22. En honor a la Venida de la Santísima Virgen del Rosario, con procesión el día 20.
- El sábado de la fiesta de septiembre, tradicional desfile de carrozas.
- Recordatorio de la Virgen del Rosario, el 6 y 7 de octubre.
- Recordatorio del lunes de 2009 de la Virgen de la E
- Primer domingo de junio romería desde la parroquia hasta la fuente del algarrobo.

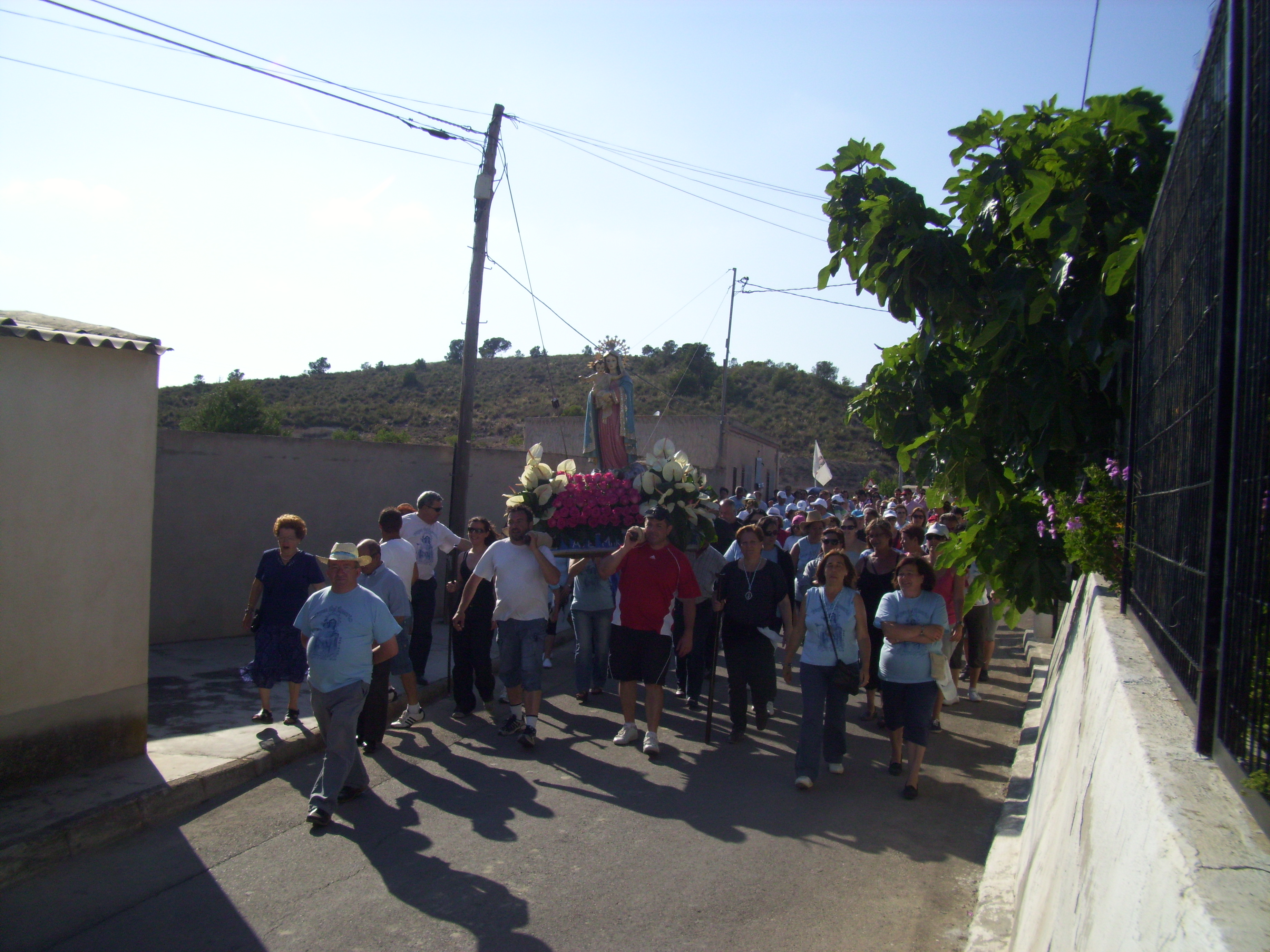
Barineros y barineras llevando de vuelta a la Parroquia a su patrona. Romería del año 2011

### Barrios
- El último sábado de junio, fiesta en el Barrio de la Vereda en honor a San José.
- El tercer sábado de agosto, fiesta en el barrio de los Carujos en honor a la Virgen de Fátima.

### Galas
- El 16 de septiembre de 2006 se celebró la gala "Jo.. Que Noche! en Barinas" gala en la que actuaron La Caja de Pandora, Diego Martín, Tijeritas, Cómplices, José Manuel Soto, La Guardia y muchos más artistas de talla nacional del panorama musical Español, y se presentó el equipo para la próxima temporada, contando con todas sus jugadoras internacionales del equipo de voleibol "Grupo 2002 Murcia" y la presencia de diferentes medios de comunicación nacionales e internacionales invitados al evento, así como diferentes personalidades del mundo de la cultura, el arte, la industria, y la política. El programa se grabó por Canal Murcia Television y emitido para todo el país, a través de más de 200 televisiones locales. Con un importante despliegue de medios técnicos y humanos.

## Enlaces externos

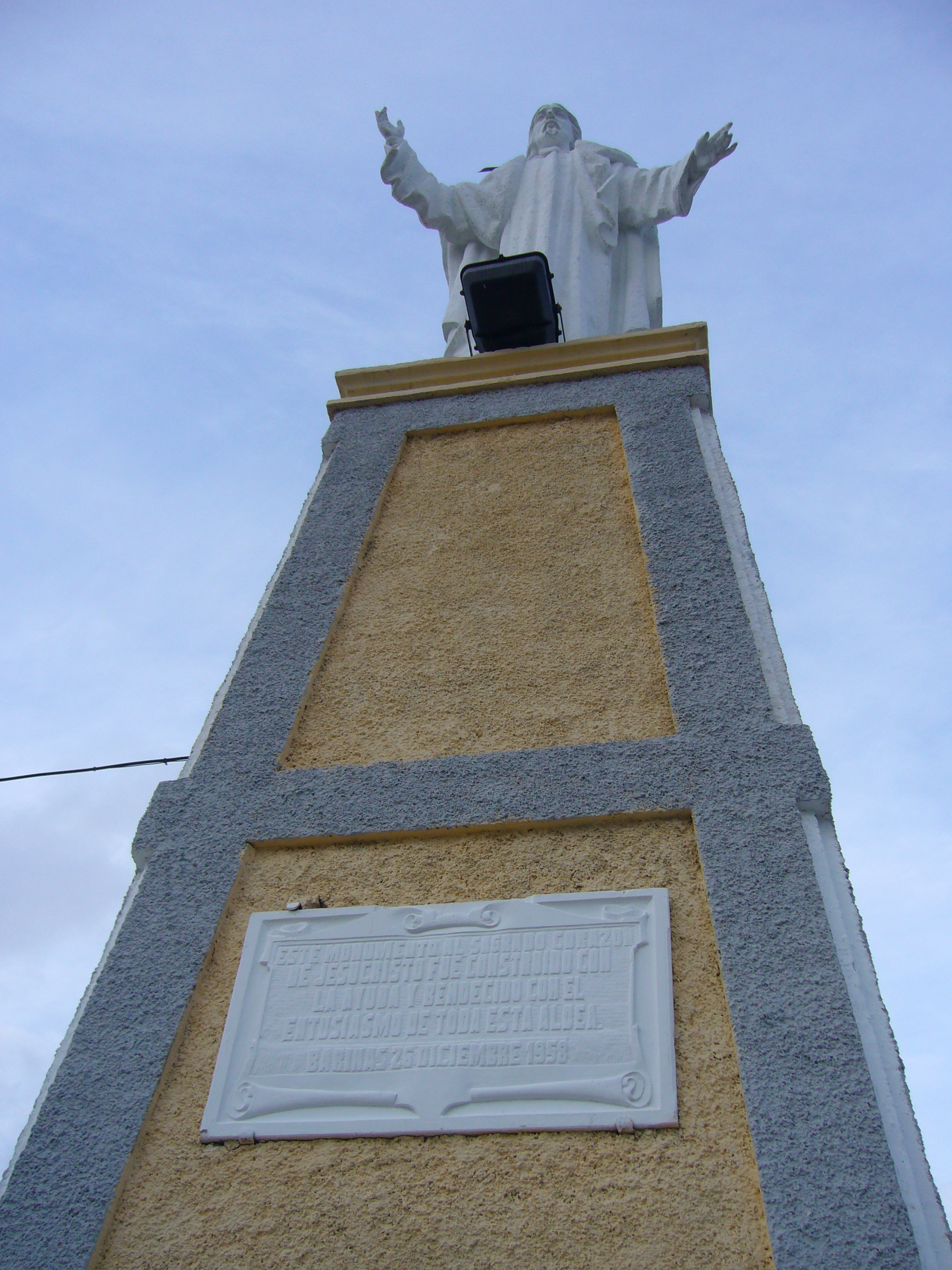
Corazón de Jesús de cerca.

## Ciudades hermanas
- Barinas, Venezuela

### Noticias
- Destruyen una zona de gran valor ecológico en Barinas.
- ANSE se une a las denuncias por roturaciones en Barinas.